# Berliet GDSM
Der Berliet GDSM war ein vom französischen Kraftfahrzeughersteller Berliet in Lyon 1934 hergestellter schwerer LKW.

## Geschichte und Technik
Der Berliet GDSM erhielt im Frühjahr 1934 seine allgemeine Betriebserlaubnis. Das S (=surbaisse) in der Typenbezeichnung deutet an, dass das Fahrzeug einen Tiefbettrahmen hatte. Die Motorkraft wurde mittels Kardanwelle auf die Hinterachse übertragen. Der Motor war üblicherweise ein wassergekühlter Sechszylinder-Dieselmotor:
- GDSM10: Motor Typ MDE: Bohrung × Hub 120 × 160 mm, Hubraum 10.857 cm³, steuerlich 29 CV, effektiv 100 PS bei 1600/min, Fahrgestell ohne Aufbauten 7000 kg[2],
- GDSE12: Motor Typ MDH: Bohrung × Hub 130 × 160 mm, Hubraum 12.742 cm³, steuerlich 34 CV, effektiv 105 PS bei 1600/min, Fahrgestell ohne Aufbauten 7000 kg.

Das Getriebe hatte 4 Vorwärtsgänge und ein Vorgelegegetriebe, ferner gab es einen Rückwärtsgang. Das bloße Chassis ohne Aufbauten wog 5900 kg. Die übrigen technischen Daten können der Info-Box entnommen werden.
Der GDSM12 erhielt seine allgemeine Betriebserlaubnis am 1. März 1934, der GDSM10 am 26. Mai 1934. Vom GDSM12 wurden 1934 drei Stück gebaut, der GDSM10 ging nicht in Serie.

### Originalquellen
Eine Publikation, in der alle vor 1945 gebauten Berliet-Typen individuell abgehandelt wären, gibt es nicht. Neben der unten erwähnten Literatur wurde auf folgende in der Fondation Berliet verwahrte Originalunterlagen zurückgegriffen:
- "Fiches des Mines": Es handelt sich um die Unterlagen zur Erteilung einer allgemeinen Betriebserlaubnis, hierfür ist in Frankreich der "Inspecteur des mines" sachlich zuständig. Diese Unterlagen sind chronologisch geordnet und nummeriert. Nicht zu jedem Typ bzw. Variante gibt es entsprechende Unterlagen, teils, weil sie wohl als Untervarianten eines Typs verstanden wurden, für den eine gesonderte Erlaubnis nicht erforderlich war, teils wohl, weil diese Unterlagen im Laufe der letzten 100 Jahre verlorengegangen sind. Bei Militärtypen gibt es Hinweise, dass eine Betriebserlaubnis direkt durch militärische Dienststellen erfolgte, was entsprechende "fiches des mines" überflüssig machte. Die Quellenbezeichnung lautet: "Fiches No...."
- "Etat des véhicules utilitaires et autobus declares aux mines depuis 1920", eine 15-seitige Zusammenstellung vom 1. Dezember 1941, enthält insbesondere die reservierten Chassisnummernbänder, die jedoch vielfach nicht vollständig ausgeschöpft wurden, einige Typen bzw. Varianten werden nicht erwähnt, Quellenbezeichnung lautet: "Etat S..."
- "Nombre de véhicules construits de 1930 à 1942", siebenseitige Zusammenstellung der zwischen 1930 und 1942 gebauten Stückzahlen an Nutzfahrzeugen, erstellt wohl 1943, erste Seite teilweise irreparabel verderbt, teilweise werden mehrere Typen bzw. Varianten zusammengefasst, Quellenbezeichnung lautet: "Nombre S...."

### Sonstige Literatur
- Monique Chapelle: Berliet. 1. Auflage. EMCE, Saint-Chamond 2016, ISBN 978-2-35740-049-8.
- Christophe Puvilland: Berliet 1905–1978, toute la gamme omnibus, autocars, autobus et trolleybus. 1. Auflage. histoire&collections, Paris 2008, ISBN 978-2-35250-059-9.
- François Vauvillier: Tous les Berliet militaires 1914–1940, vol.1: les camions. histoire&collections, Paris 2019, ISBN 978-2-35250-496-2.